# Замок Грендж (Дублін)
Замок Грендж (англ. Grange Castle) — один із замків Ірландії, розташований в графстві Дублін, на півдні Дубліна. Нині в повних руїнах. Колись мав три поверхи і підземелля — склепінчастий підвал. Побудований в XVI столітті. Був значно перебудований у 1750 році шлях додавання двоповерхового західного крила та стіни з конфорками з південного боку. Бійниці були заблоковані і заштукатурені (за непотрібністю, оскільки замок втратив оборонне значення), добудований хол просто неба. Забудова 1580 року мала струнку квадратну вежу і приміщення для охорони. Був ще великий димар на східній стороні, що йшов від коминів, але він був знесений. Від замку лишились одні руїни, але зберіглась основа будівлі і можлива реставрація. У 1773 році антиквар і художник Габріель Беранже зобразив цей замок на картині. Там зображено низку споруд, які не збереглися. Крім того, земляний вал та рів. Розкопки 1997 року підтвердили, що ці споруди були. До цього часу не вдалося встановити, хто побудував цей замок і кому він належав у XVI столітті.